# Rocky Leon
«Rocky Leon» — молодий виконавець, що грає в стиллі регі, рок, хіп хоп.

## Біографія
Rocky Leon народився 1985 року, в Сан-Франциско, США, під іменем Фредерік Лехнерт. Мати була австрійкою, а батько — бразилець. Школу та коледж він закінчив у Австрії. Ще до отримання свого диплому музиканта, він твердо вирішив, що не буде працювати на когось, не хоче мати якісь зобов'язання, контракти. Він не хотів створювати музику якогось певного формату, і його музика покликана приносити людям радість і нагадувати про те, що з будь-якою проблемою можна впоратися. Його улюблений музичний інструмент - укулеле. Закінчивши коледж, він покинув Австрію та відправився у подорож в Північну Америку, щоправда, Леон зумів накопичити кошти лише для перельоту на материк, а ось в Америці він вже планував підзаробляти. Там він подорожував та співав на вулицях, цим же і заробляв собі на життя та на пересування
.
У 1996 уперше виступив із командою "Manic gummy bears". Дотепер[коли?] записав 7 альбомів. У його перший альбом, Acapella, увійшло всього 2 пісні (Bitter Acapella, What's Real Acapella). Після цього музикант довгий час не займався професійними виступами. 
З 2004 по 2008 рік він грав і співав у групі «Kings of Things». Гурт випустив кілька синглів, а їх останнім спільним проектом став альбом «Goodbye Capricorn», в якому було 12 треків.
Сольна кар'єра Rocky Leon почалася у 2009 році. Він зізнається, що багато своїх композиції він звик залишати незавершеними. Можливо, це і є поясненням тому, що його перший альбом вийшов у світ лише в 2009 році. Диск під назвою «Awesome! XD »включає 9 пісень:«Sara», «Awesome», «What's Real Accapella» і «My Life is Fun». Музикант постарався донести до слухачів ідею пісні, її душу, звівши витрати часу і зусиль на запис до мінімуму.
У 2011 році Rocky Leon працює над альбомом «Quit Your Whining». На даний момент, за офіційними даними, туди входять лише три композиції: «Quit My Job», «It's a Lovely Life» і «I Sold My Soul». Музикант зізнається, що робота над альбомом просувається повільно, причиною тому є постійні роз'їзди з виступами. Тому всіх фанатів запрошує на свої живі виступи.
У 2012 році Rocky Leon починає тур по країнах Європи. Двічі побував у Росії. Починаючи з цього року, відвідує zaxidfest.
У 2014 році на фестивалі виконав наживо дві пісні - "See the sky" та "Little clown".
Влітку 2015 завітав до Харкова, але знову порадував своїм візитом місцевих слухачів тільки через 2 роки, у 2017. Цього ж року також завітав до Дніпра. 
Графік концертів не є стабільним. Згідно зі світогляду виконавця, він ніколи детально не планує свої виступи та приїжджає куди запрошують. 

## Життєва позиція
Згідно філософії артиста, все в нашому житті прагне до рівноваги, і навіть якщо зараз ви страждаєте, це означає, що в майбутньому вас чекає багато радощів.  Його девіз -  "Бери від життя все" і "Насолоджуйся кожним моментом життя".